# 英式肉丸
英式肉丸（英語：Faggot）是英國的傳統菜餚 ，特別見於威爾士南部、中部以及英格蘭中部地區，為一種由切碎的肉類和內臟製成的肉丸，尤其是豬肉（傳統上是豬心、豬肝和肥肚肉或培根）以及用於調味的香料，有時為增加風味，還會添加麵包屑。

## 名稱問題
其名稱“faggot”經常造成誤解，因為該詞在美式英語意思是男同性戀者的貶義詞。2004年，英國連鎖超市Somerfield的一則廣播廣告中，一名男子拒絕了他妻子建議的晚餐，並說“我對英式肉丸 (faggot) 沒有任何意見，我只是不喜歡他們”，被判定影射歧視同性戀者，違反了廣告和贊助協議，並被英國通訊管理局禁止播放。
2013年11月，英國有Facebook用戶因在其網站上使用該詞而被暫時封鎖。隨後Facebook表示，這個詞被誤解了，並撤回封禁
。